# Смоква (продукт)
Смо́ква — суховатый мармелад, с виду похожий на пастилу, жевательная конфета. 
В словаре Брокгауза и Ефрона сладости дается следующее определение: «Смоква — мармелад из плодов с кожицей, кусками ягод, нередко и с косточками».
Смоква бывает разных видов:
- карамелизованные фрукты
- засахаренные цукаты
- подсушенный мармелад
- термообработанные фрукты в леденце.

Все зависит от того, насколько сильно уваривается сироп и какой вид он приобретает после остывания.

## Отличие смоквы от пастилы
Смоква по вкусу напоминает пастилу. По консистенции она более жесткая. А по цвету темнее. Но первой, все же, появилась смоква, еще тогда, когда никому и в голову не приходило взбивать фруктовое пюре, тем более с яичным белком. Для ее приготовления массу уваривают и подсушивают на солнце. Чтобы получить пастилу, пюре сначала взбивают, а потом сушат в печи или духовке. Лакомство получается более воздушным и нежным.

## История появления смоквы в России
Поначалу на Руси смоквой называли заморский сушеный инжир, который при царе завозили из южных стран, в основном из Персии. Стоило лакомство дорого, поскольку доставка занимала много времени.
Со временем русские кулинары научились готовить свой вариант сладости. Сладость необычной консистенции пришлась по вкусу народу. Со временем засахаренные плоды вытеснили персидскую смокву.
При Петре І в новых редакциях кулинарных книг чувствовалось влияние французских поваров. Смокву назвали «мармеладой» (из др.-греч. μέλιμέλον — медовое яблоко). Это слово заменило старое определение, вновь закрепившееся за высушенным плодом фигового дерева.

## Приготовление смоквы
По технологии готовки сухое варенье схоже с мармеладом и пастилой. Для смоквы кулинары закупают продукты, богатые пектином: айву, алычу, подходящие сорта яблок. На начальном этапе их перерабатывают в пюре. После варки добавляют такое же количество сахара. И снова на огонь: варят, перемешивая, пока сладкая масса не станет отставать пластом от днища посуды.
Содержимое емкости выгружают на доску, режут на кусочки, обваливают в сахаре, а затем подают к столу. Или консервируют в банках на зиму. Если сладость правильно приготовлена, она не испортится несколько месяцев.